# 卡萨尔博雷
卡萨尔博雷（義大利語：Casalbore），是意大利阿韦利诺省的一个市镇。总面积27.98平方公里，人口1955人，人口密度69.9人/平方公里（2009年）。ISTAT代码为064020。

## 友好城市
- 義大利维诺沃 2011年